# Вали (Рамаяна)
Ва́ли (санскр. बाली) (в зависимости от перевода упоминается Бали или Валин) — ванара, родной брат Сугривы, правивший некоторое время Кишкиндхой и победивший много ракшасов. Упоминается в 4-й книге Рамаяны — Кишкиндха-канда.

## Рождение Сугривы и Вали
Брахма создал обезьяну и назвал её Рукшараджа (так как она обладала огромной силой) для того, чтобы она уничтожала ракшасов. Прыгнув в воду, Рукша превратилась в женщину. Воззвав к богам, она родила Сугриву от Сурьи и Вали от Индры и снова превратилась в Рукшараджу. Брахма же предсказал благодатную встречу с Рамой.

## Заваленная пещера
Сугрива и Вали уничтожали ракшасов, пытавшихся осквернить лес, но один ракшас Майави решил им отомстить. Он напал в полночь и совершил большой погром, но бежал в пещеру от натиска Вали. Вали велел брату ждать 15 суток, если же он не появится на 16-й день, то Сугрива должен будет завалить проход. Сугрива ждал 30 суток и, не дождавшись брата, решил, что он мёртв, и завалил вход в страхе перед Майави.

## Изгнанный в лес
Ванарам нужен был правитель, и они назначили Сугриву на престол. Но вернувшийся Вали обвинил брата в завале пещеры, захвате власти и изгнал Сугриву и всех его друзей в лес.

## Проклятие мудреца Матханги
Дидубхи, брат Майави, был мощным героем. Однажды, расколов скалу, он услышал голос, адресованный ему: «Не задирай так высоко голову! На свете живёт тот, кто могущественней тебя. Его имя Вали». Он превратил себя в огромного быка и бросился бежать в Кишкиндху, пропахивая землю своими рогами. Вали выследил его и напал, битва между противниками длилась 6 часов, и Вали вышел победителем. Он был так рад, что разорвал быка пополам и швырнул одну часть на юг, а другую на север, но одна половина туши попала на обитель мудреца Матханги и залила его ашрам кровью в то время, когда отшельники хотели омыться в речке. Матханга произнёс проклятие: «Если грешный и подлый Вали приблизится к этой горе или взглянет на неё, то пусть голова его будет расколота надвое».
Эта гора и послужила прибежищем Сугриве.

## Две капли воды
Вали изгнал Сугриву из Кишкиндхи и насильно взял его жену Рому (Руму) себе второй женой, пообещав Роме не убивать Сугриву, если она станет женой Вали. Рома решила пожертвовать своей честью ради спасения жизни своего любимого мужа и согласилась стать второй женой Вали. Первая жена Вали по имени Тара — «Звезда» (перевод с санскрита), предостерегала своего мужа о могуществе и силе союзников Сугривы — Рамы и Лакшмана. Но Вали был полон ярости к брату, и жена его не удержала. В случае неудачи Вали счёл бы за честь быть убитым самим Рамой.
Пустившись в бой, Вали и Сугрива были похожи друг на друга как две капли воды, но Рама дал Сугриве знак отличия (гирлянду). Таким образом Рама смог различить ванаров и поразил Вали своей стрелой. Причиной наказания явилось притеснение Сугривы, разлучение его с женой, а также большое высокомерие Вали. Рама сказал, что в остальном Вали чист и хотел даже воскресить его, но Вали отказался, сказав, что высшее благо говорить с живым божеством и смотреть на него в момент смерти, и тихо скончался.
Рама велел взять Сугриве опеку о сыне Тары и Вали, которого звали Ангада. Сугрива с почестями совершил похоронные обряды. А Лакшмана передал трон Сугриве, так как Рама не мог заходить в крупные города на время своего изгнания, чтобы исполнить волю своего отца. Но Сугрива не был счастлив, так как понимал, что он стал причиной гибели своего брата.